# Parasuvaikkal
Parasuvaikkal es una ciudad censal situada en el distrito de Thiruvananthapuram en el estado de Kerala (India). Su población es de 14762 habitantes (2011). Se encuentra a 28 km de Thiruvananthapuram y a 95 km de Kollam.

## Demografía
Según el censo de 2011 la población de Alamcode era de 17698 habitantes, de los cuales 8676 eran hombres y 9022 eran mujeres. Parasuvaikkal tiene una tasa media de alfabetización del 93,63%, inferior a la media estatal del 94%: la alfabetización masculina es del 95,51%, y la alfabetización femenina del 91,84%.